# Oppenberg
Oppenberg è una frazione di 600 abitanti del comune austriaco di Rottenmann, nel distretto di Liezen, in Stiria. Già comune autonomo, il 1º gennaio 2015 è stato aggregato a Rottenmann.